# Lista siturilor arheologice din județul Covasna - V
Lista siturilor arheologice din județul Covasna - V conține toate siturile arheologice din județul Covasna înscrise în Repertoriul Arheologic Național (RAN) și aflate în localități al căror nume începe cu litera V. RAN este administrat de Ministerul Culturii și Patrimoniului Național și cuprinde date științifice, cartografice, topografice, imagini și planuri, precum și orice alte informații privitoare la zonele cu potențial arheologic, studiate sau nu, încă existente sau dispărute.
Puteți căuta un sit din localitățile care încep cu litera V folosind formularul de mai jos sau puteți naviga prin toate siturile din județ la Lista siturilor arheologice din județul Covasna.
| Cod RAN                                | Denumire | Localitate                                | Adresă                                      | Datare                                | Descoperit | Coordonate                                    | Imagine           | Erori            |
| -------------------------------------- | --- | ----------------------------------------- | ------------------------------------------- | ------------------------------------- | ---------- | --------------------------------------------- | ----------------- | ---------------- |
| 64915.01.01 (Cod LMI: CV-I-s-B-13082)  | Situl arheologic fortificat de la Valea Crișului - "Vârful cu mesteceni" / ansamblu anonim (Categorie: fortificație) (Tip: Fortificație)                             | sat Valea Crișului, comuna Valea Crișului | Vârful cu mesteceni                         | sec. XII - XIII                       |            |                                               | Încărcați imagine | Raportați eroare |
| 64915.01.02 (Cod LMI: CV-I-s-B-13082)  | Situl arheologic fortificat de la Valea Crișului - "Vârful cu mesteceni" / ansamblu anonim (Categorie: fortificație) (Tip: Fortificație)                             | sat Valea Crișului, comuna Valea Crișului | Vârful cu mesteceni                         |                                       |            |                                               | Încărcați imagine | Raportați eroare |
| 64915.01.03 (Cod LMI: CV-I-s-B-13082)  | Situl arheologic fortificat de la Valea Crișului - "Vârful cu mesteceni" / ansamblu anonim (Categorie: fortificație) (Tip: Fortificație)                             | sat Valea Crișului, comuna Valea Crișului | Vârful cu mesteceni                         | geto-dacică                           |            |                                               | Încărcați imagine | Raportați eroare |
| 64862.01.01                            | Situl arheologic de la Valea Seacă - "Muchia Cetății" / ansamblu anonim (Categorie: locuire civilă) (Tip: Așezare)                                                   | sat Valea Seacă, comuna Sânzieni          | Muchia Cetății                              | Wietenberg                            |            |                                               | Încărcați imagine | Raportați eroare |
| 64862.01.02                            | Situl arheologic de la Valea Seacă - "Muchia Cetății" / ansamblu anonim (Categorie: locuire civilă) (Tip: Așezare fortificată)                                       | sat Valea Seacă, comuna Sânzieni          | Muchia Cetății                              | geto-dacică sec. II î.Chr - I d. Chr. |            |                                               | Încărcați imagine | Raportați eroare |
| 65002.01.01 (Cod LMI: CV-I-s-A-13076)  | Fortificația medievală de la Vârghiș / ansamblu Cetatea Rika - sistem de fortificații (Categorie: fortificație) (Tip: Fortificație)                                  | sat Vârghiș, comuna Vârghiș               |                                             | sec. XII                              |            |                                               | Încărcați imagine | Raportați eroare |
| 63679.01.01                            | Așezarea Cucuteni-Ariușd de la Valea Mare - "Sat" / ansamblu anonim (Categorie: locuire civilă) (Tip: Așezare)                                                       | sat Valea Mare, comuna Valea Mare         | Sat                                         | Cucuteni - Ariușd                     |            |                                               | Încărcați imagine | Raportați eroare |
| 63679.01.02                            | Așezarea Cucuteni-Ariușd de la Valea Mare - "Sat" / ansamblu anonim (Categorie: locuire civilă) (Tip: Așezare)                                                       | sat Valea Mare, comuna Valea Mare         | Sat                                         |                                       |            |                                               | Încărcați imagine | Raportați eroare |
| 64862.02.01                            | Așezarea Cucuteni - Ariușd de la Valea Seacă / ansamblu anonim (Categorie: locuire) (Tip: așezare)                                                                   | sat Valea Seacă, comuna Sânzieni          |                                             | Cucuteni - Ariușd                     |            |                                               | Încărcați imagine | Raportați eroare |
| 65002.02.01                            | Valul de pământ de la Vârghiș - "Muntele Rika" / ansamblu anonim (Categorie: fortificație) (Tip: Val de pământ și piatră)                                            | sat Vârghiș, comuna Vârghiș               | Muntele Rika                                |                                       |            |                                               | Încărcați imagine | Raportați eroare |
| 65002.03                               | Vasul de bronz cu trei picioare din epoca medievală de la Vărghiș - "Albia râului Vârghiș" (Categorie: descoperire izolată) (Tip: obiect izolat)                     | sat Vârghiș, comuna Vârghiș               | albia râului Vârghiș                        | sec.XII-XIII, sec. XII-XIII           |            |                                               | Încărcați imagine | Raportați eroare |
| 65002.04.01                            | Ruinele bisericii de stil romanic de la Vârghiș - "Casa de rugăciune reformată" / ansamblu anonim (Categorie: structură de cult/religioasă) (Tip: biserică romanică) | sat Vârghiș, comuna Vârghiș               | Casa de rugăciune reformată                 | sec.XI-XII                            |            |                                               | Încărcați imagine | Raportați eroare |
| 65002.04.02                            | Ruinele bisericii de stil romanic de la Vârghiș - "Casa de rugăciune reformată" / ansamblu anonim (Categorie: structură de cult/religioasă) (Tip: Biserică gotică)   | sat Vârghiș, comuna Vârghiș               | Casa de rugăciune reformată                 | sec. XIII-XIV                         |            |                                               | Încărcați imagine | Raportați eroare |
| 65002.05.01                            | Așezarea Starčevo - Criș de la Cheile Vârghișului - "Peștera 1" / ansamblu anonim (Categorie: locuire civilă) (Tip: Așezare în peșteră)                              | sat Vârghiș, comuna Vârghiș               | Peștera 1                                   | Starčevo - Criș                       |            |                                               | Încărcați imagine | Raportați eroare |
| 65002.06.01                            | Așezarea în peșteră de la Cheile Vârghișului - "Peștera 9" / ansamblu anonim (Categorie: locuire civilă) (Tip: Așezare în peșteră)                                   | sat Vârghiș, comuna Vârghiș               | Peștera 9                                   | Starčevo - Criș                       |            |                                               | Încărcați imagine | Raportați eroare |
| 65002.06.02                            | Așezarea în peșteră de la Cheile Vârghișului - "Peștera 9" / ansamblu anonim (Categorie: locuire civilă) (Tip: Așezare în peșteră)                                   | sat Vârghiș, comuna Vârghiș               | Peștera 9                                   | Coțofeni                              |            |                                               | Încărcați imagine | Raportați eroare |
| 65002.06.03                            | Așezarea în peșteră de la Cheile Vârghișului - "Peștera 9" / ansamblu anonim (Categorie: locuire civilă) (Tip: Așezare în peșteră)                                   | sat Vârghiș, comuna Vârghiș               | Peștera 9                                   | Wietenberg                            |            |                                               | Încărcați imagine | Raportați eroare |
| 65002.07.01                            | Tumulul din epoca bronzului de la Vârghiș - "Kövesbérec" / ansamblu anonim (Categorie: descoperire funerară) (Tip: Tumul)                                            | sat Vârghiș, comuna Vârghiș               | Kövesbérec                                  | Noua                                  |            |                                               | Încărcați imagine | Raportați eroare |
| 64915.03                               | Unelte eneolitice la Valea Crișului (Categorie: descoperire izolată) (Tip: obiect izolat)                                                                            | sat Valea Crișului, comuna Valea Crișului |                                             |                                       |            |                                               | Încărcați imagine | Raportați eroare |
| 64915.02.01 (Cod LMI: CV-II-m-A-13305) | Castelul Kálnoki de la Valea Crișului / ansamblu anonim (Categorie: construcție) (Tip: Castel)                                                                       | sat Valea Crișului, comuna Valea Crișului | str. O. Balazs, nr. 6, punct str. O. Balazs | sec. XV-XVII                          | 2001       | 45°55′01″N 25°46′50″E / 45.91694°N 25.78056°E | Încărcați imagine | Raportați eroare |
| 65002.08.01                            | Așezarea Ariușd-Cucuteni de Vârghiș - Coada dealului (Borvizoldal-Hegyfarka) / ansamblu anonim (Categorie: locuire) (Tip: așezare)                                   | sat Vârghiș, comuna Vârghiș               | Coada dealului (Borvizoldal-Hegyfarka)      | Cucuteni-Ariușd                       |            |                                               | Încărcați imagine | Raportați eroare |